# Peugeot 407
O Peugeot 407 é um carro de grande porte fabricado pela Peugeot entre 2004 e 2011.Está disponível nas variantes sedan, coupé e station wagon com motores a diesel e gasolina.
Os motores a gasolina variam de 1.8 a 3.0 litros e os motores a diesel variam de 1.6 a 2.7 litros. Chegou ao Brasil em 2005 de forma importada.
O Peugeot 407 foi substituído pelo Peugeot 508 no início de 2011.
Em 2005, o Peugeot 407 foi um dos nomeados para Carro Europeu do Ano.

## Descrição
O 407 foi o sucessor do Peugeot 406, e foi lançado em 27 de maio de 2004. O design aerodinâmico do carro foi visto como bastante inovador, a sua característica mais distintiva sendo a grelha frontal grande.
A Peugeot 407 SW foi lançada quatro meses depois do sedan, enquanto que o coupé esteve à venda desde 2006.

## Segurança
O 407 recebeu 5 estrelas no teste do Euro NCAP em 2004.

## 407 no Cinema
Taxi 4 (2007)
Taxi 5 (2018)

## Galeria

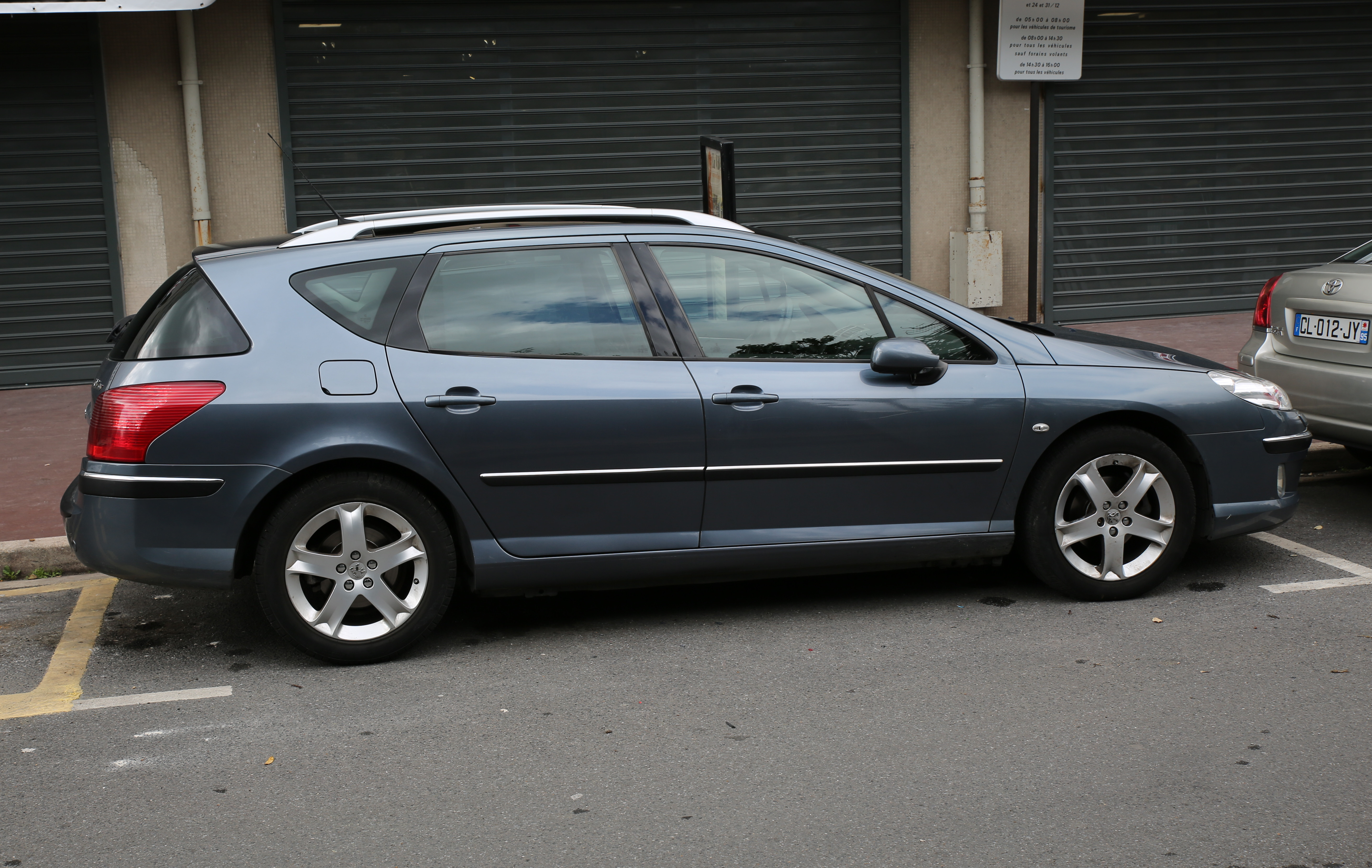
Peugeot 407 SW
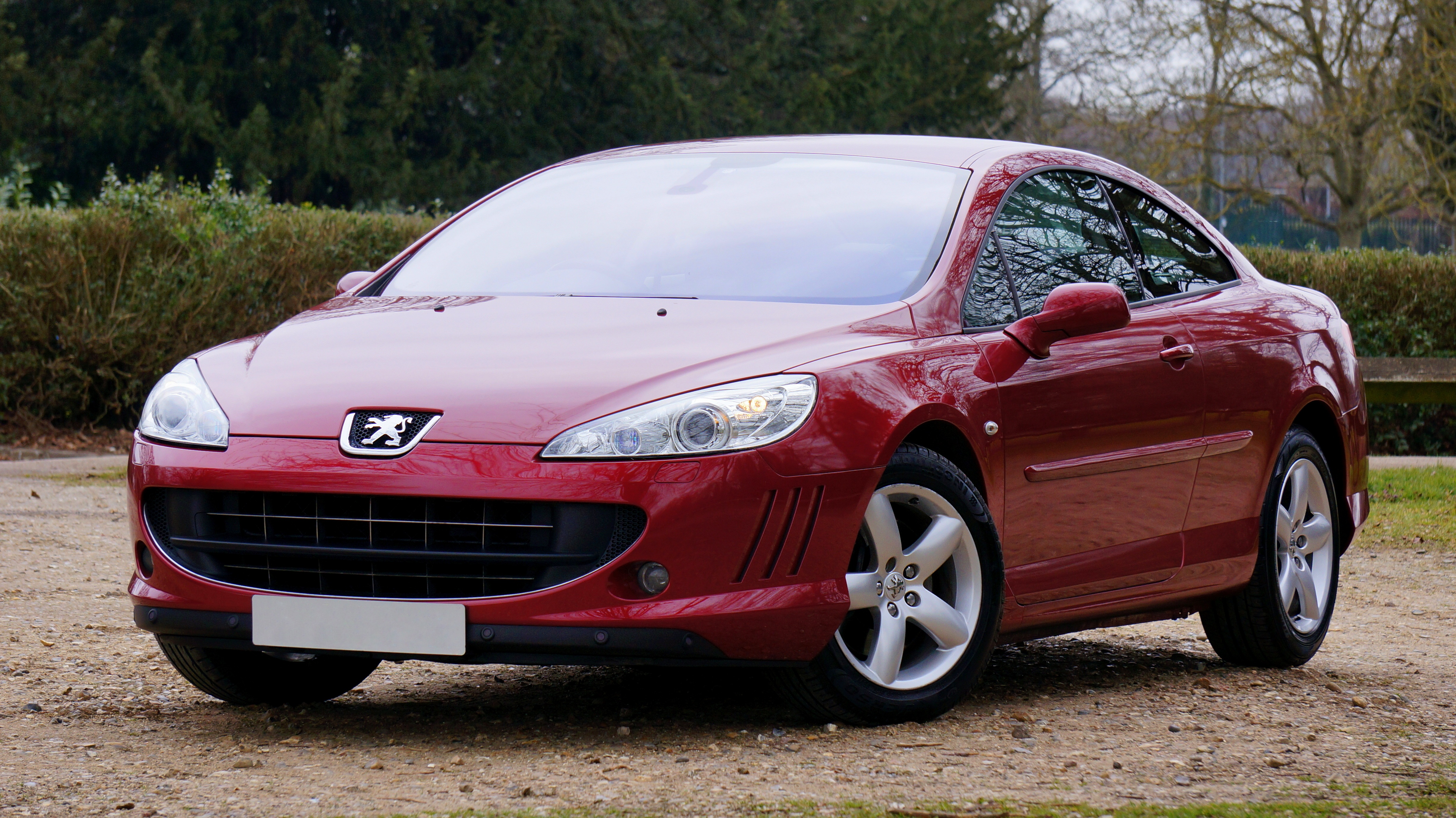
Peugeot 407 Coupé
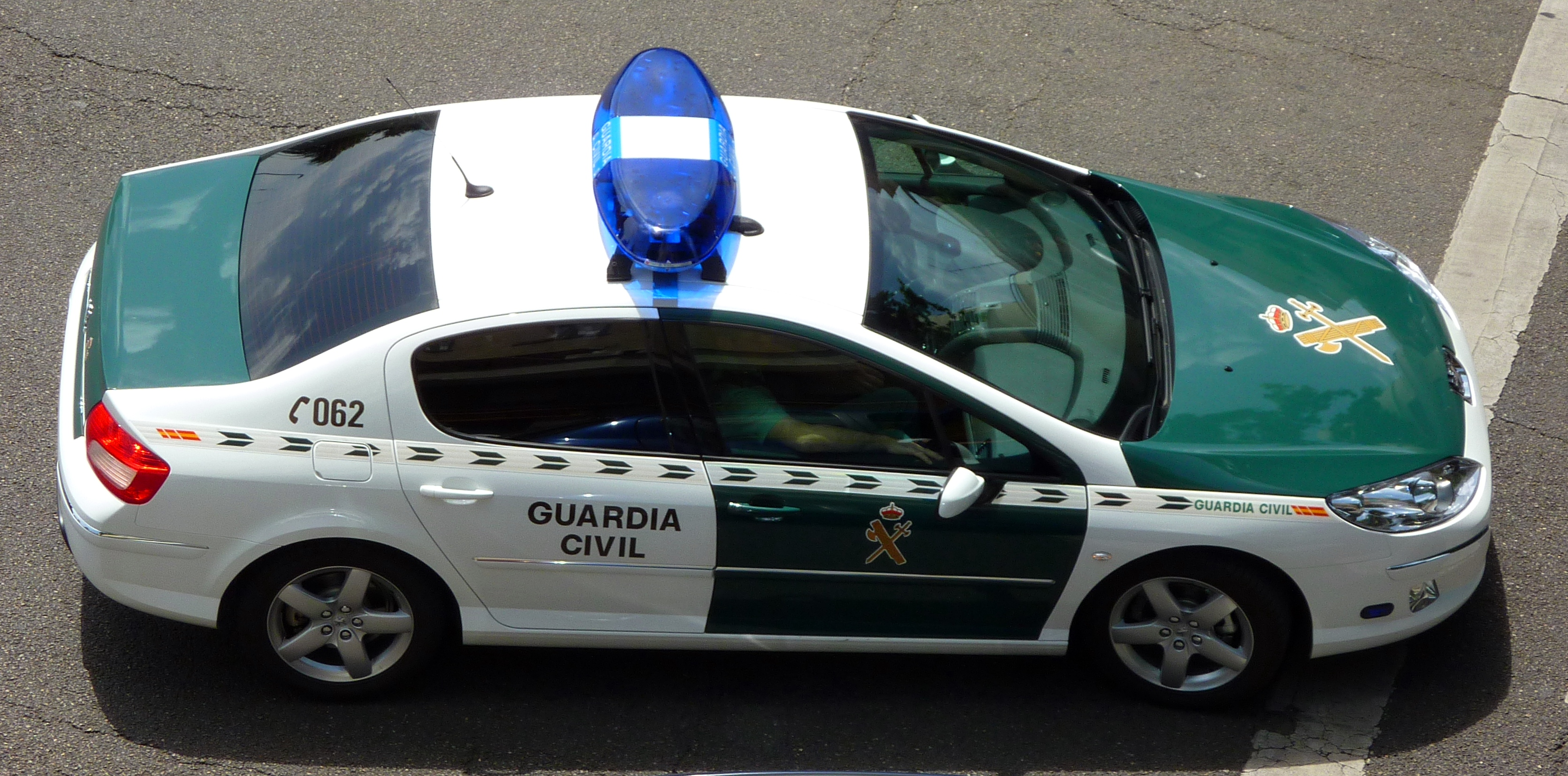
Peugeot 407 usado pela Guarda Civil espanhola
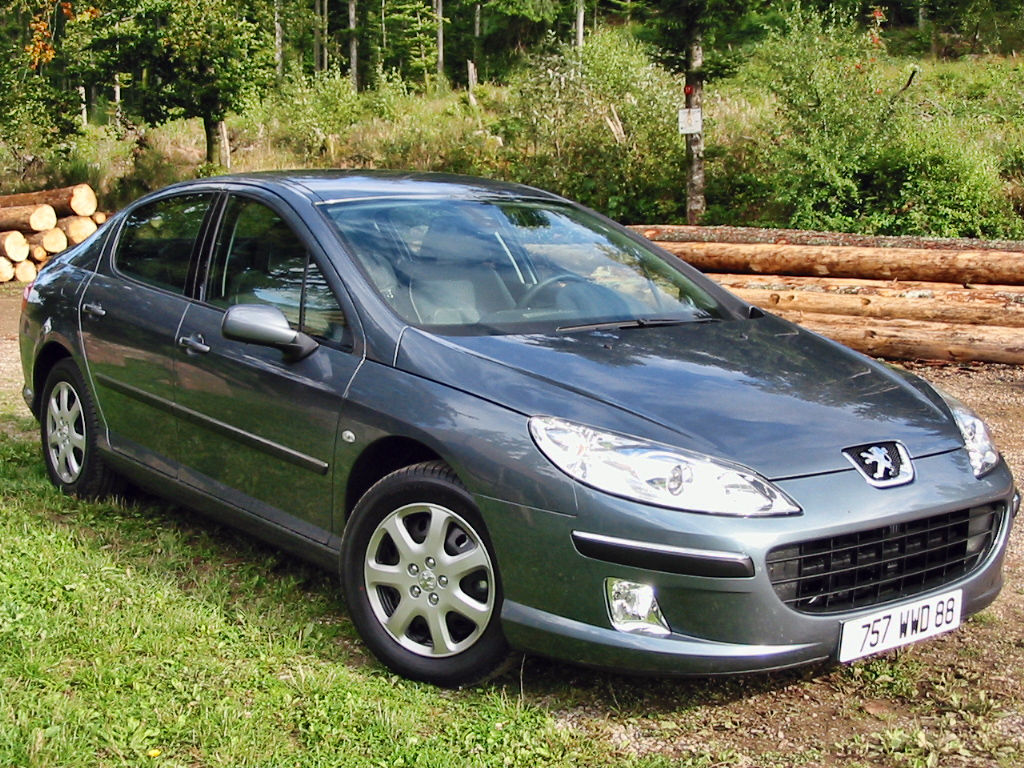
Peugeot 407 Sedan